# USC Paredes
El USC Paredes es un equipo de fútbol de Portugal que juega en la Terceira Liga, la tercera división de fútbol en el país.

## Historia
Fue fundado el 13 de diciembre de 1924 en la ciudad de Paredes en el distrito de Oporto y el nombre se debe a la unificación de esfuerzos de tres equipos de Paredes (Aliança, Comercial y Paredense)para tener un equipo de fútbol competitivo.
Dos años después ganaron su primer campeonato regional que los lleva a jugar en la Segunda División de Oporto, ganando el título de la categoría en 1958 y jugando por primera vez en la primera división de Oporto. En 1974 logra jugar por primera vez a escala nacional en la Tercera División de Portugal, debutando ese mismo año en la Copa de Portugal, eliminando al SC Beira Mar de la Liga de Honra pero más tarde sería eliminado por el Portimonense SC en la ronda de 32.
En la temporada de 1975/76 logra jugar por primera vez en la Segunda División de Portugal, y esa misma temporada llega a la ronda de los mejores 16 en la Copa de Portugal donde es eliminado por el Clube Oriental de Lisboa.
A finales de la década de los años 1970 enfrenta al Vitória Setúbal, su primer enfrentamiento ante un equipo de la Primera División de Portugal en una derrota con marcador de 0-2. En la temporada de 1983/84 llega a los cuartos de final de la Copa de Portugal y es eliminado por el SL Benfica, la que es su mejor participación en el torneo y la primera vez que enfrenta a uno de los equipos grandes de Portugal. En la temporada 1999/2000 asciende a la Segunda División de Portugal y en la temporada 2005/06 es eliminado en los octavos de final por el Sporting de Lisboa.

## Palmarés
- Tercera División de Portugal: 2

1999/2000, 2008/09
- Primera División de Oporto: 2

1973/74, 2017/18
- Segunda División de Oporto: 1

1957/58
- Tercera División de Oporto: 1

1925/26